# VnStat
vnStat是一个在Linux操作系统上使用命令行界面的网络实用程序。vnStat命令是一種网络流量监视器，它会记录網路介面每小时、每天和每个月的流量。vnStat会从Procfs中分析网络，而不是數據包分析器，这样即使没有root权限也可以使用vnStat。

## 历史
vnStat是一个基于控制台的网络流量监视器，它使用内核提供的網路介面统计信息作为信息源。这意味着vnStat实际上不会嗅探任何流量，也可以确保更少的占用系统资源。vnStat于2002年9月23日（版本1.0）首次公开发布，由Teemu Toivola发布。
2004年3月8日，官网转移到https://humdi.net/vnstat/，并附带手册页。
2006年11月4日，Debian将vnStat纳入测试列表并于2006年11月17日被删除，第二天接纳1.4-4版本。2010年2月20日，Debian接纳了1.10-0.1版本。如今，Debian通过使用RSS保存了关于vnstat的完整历史记录。
2012年4月26日，Ubuntu 12.04 Precise Pangolin加入了VnStat。
2017年2月16日发布了1.17版本。

## 控制键
vnStat是一个命令行程序并使用相同的控制键。例如，Ctrl+C停止实时监控。